# Galepus jouberti
Galepus jouberti és una espècie extinta de sinàpsid del clade dels quenosaures que visqué al sud d'Àfrica durant el Capitanià (Permià mitjà). Es tracta de l'única espècie coneguda del gènere Galepus. Se n'han trobat restes fòssils a Sud-àfrica. Juntament amb Galechirus, Galeops i Patranomodon, és un dels únics quatre anomodonts no dicinodonts dels quals s'ha trobat material postcranial. Era més o menys de la mateixa mida que Galechirus i Galeops. Tenia com a mínim sis dents petites al maxil·lar inferior.